# Tour Jacquemart (Moulins)
Pour les articles homonymes, voir Tour Jacquemart et Jacquemart (homonymie).
La tour Jacquemart est une tour horloge d'une trentaine de mètres de haut située dans le centre de Moulins (Allier, France), appelée ainsi à cause du jacquemart qu'elle porte. Construite au milieu du XVe siècle, elle a été modifiée et restaurée à la suite de différents incendies. Elle est classée monuments historiques depuis 1929. 

## Jacquemart
Un jacquemart (aussi orthographié jaquemart) est un automate d'art représentant un personnage sculpté en bois ou en métal, qui indique les heures en frappant une cloche avec un marteau. Il apparait au XIVe siècle.
Son étymologie est incertaine, il en existe plusieurs dont certaines fantaisistes. Il peut s'agir soit de : 
- personnification de guetteurs, appelés Jacks en Angleterre, qui frappaient l'heure à la main sur une cloche ;
- origine latine possible, avec l'évolution du mot « jaccomarchiadus » qui désignaient les soldats placés comme vigie au sommet des tours ;
- référence patronymique à tous les serruriers et horlogers du nom de Jacquemart comme Jacquemart Yolem à Lille au XVe siècle, un compagnon serrurier chargé des réparations du clocher à Dijon[1], mais aussi à Fontainebleau au XVIe siècle, à Laon, à Besançon, en Avignon… ;
- contraction entre le nom propre Jacques et le nom commun mart pour marteau ;
- figures de métal et de bois représentant, souvent de façon assez fruste, un homme armé. Ce dernier frappe les heures avec un marteau sur la cloche. On peut les retrouver dans les jouets d'enfants formés de deux personnages frappant alternativement sur une enclume placée devant eux.

On retrouve également cette trace dans :
- le sobriquet du paysan français. Dans un registre populaire, on parle d'« imbécile » dans l'expression : « quel Jacques ! ». L'expression « faire le Jacques » signifie « faire le niais » ;
- le nom, Jacques Bonhomme, sous lequel on désigne quelquefois le paysan français quand on veut lui attacher une idée de servage et presque d'avilissement, d'individu taillable et corvéable à merci. Ce type de personnage qu'on emploie à toutes les besognes ;
- au Moyen Âge, le jaque désigne une espèce de justaucorps ordinairement muni de manches, habille le torse et les cuisses jusqu'aux genoux. C'est une tunique très ajustée, qui a eu un grand succès parce que peu coûteuse et pratique pour le travail.

## Édifices préalables à la tour Jacquemart
C'est au XIVe siècle que se répand en France l'utilisation des horloges à échappement mécanique et à poids moteur. La tour-horloge est alors le symbole des libertés acquises par les villes au Moyen Âge et de leur développement.
Après l'octroi de la charte de franchise en 1232 et l'installation de l'administration du duc Louis Ier de Bourbon, Moulins va rapidement se développer. Vers 1400, la ville possédait deux tours-horloges : celle des Halles ou « Vieille Reloge », située aux halles, entre la rue des Orfèvres et la rue François Perron, et celle de Geneste ou « Petite Reloge », située à proximité de la rue de Berwick et de la rue de Paris. En 1405, la tour des Halles est détruite. Les fondations de Geneste sont consolidées. Elle est couronnée d'un beffroi de bois et le 5 juillet 1405, on couvre de paille la loge de l'horloge.
Le maître horloger de Cusset, Michelet Hardouin, s'occupe du mécanisme. En août 1406 puis en septembre 1407, le mécanisme s'arrête. On fait appel au même horloger pour le faire repartir. Le coût des réparations devenant trop important, on décide d'abandonner la Geneste et son mécanisme pour reconstruire une autre tour.
En 1409, le beffroi de Moulins, édifié par les consuls en 1407-1408 (probablement à la place de la tour actuelle), est achevée.

## Histoire de la tour Jacquemart
La tour actuelle a été construite entre 1452 et 1455. Son aspect alors ne ressemble pas à celui d'aujourd'hui, la tour ayant subi deux incendies. Elle ressemblait initialement à une flèche, surmontée de gargouilles et d'une corniche ornée. À son sommet, elle était couronnée d'une aiguille.
De 1451 à 1455, quatre consulats (les gouvernements de la ville) consécutifs se consacrent à l'acquisition et à la construction d'une tour d'horloge perfectionnée, à l'image de celles construites en Flandre.
Pour ce faire, le 16 mai 1452, un impôt spécial « sur le fait de l’horloge » est levé (ainsi qu'en 1653 et 1654) par Jean II de Bourbon : « Par le commandement de Monseigneur le chancelier bailler leur porçion de l'impoct de l'orloge de la dicte ville. ».
Au début de l'année 1453, la tour est élevée. C'est « l'ancêtre » de la tour Jacquemart actuelle,. Du côté de la place, le beffroi possède une petite salle voûtée qui servait d'échoppe depuis le XVe siècle.
En 1454, elle reçoit un couronnement de charpente en bois puis l'année suivante, en 1455, ses derniers accessoires. Cette même année, le fût est coiffé d'une fine aiguille en ardoise d'Orléans, ornée de pennons et de bannières armoriées par Jehan Chasteau.
La cloche est fondue par Robert Bresmant. Elle est ornée des armes du duc, de la duchesse de bourbon et de la ville.
Il y a alors un seul sonneur, un automate en fer peint qui frappe une cloche en égrenant les heures. Un soleil et une lune figurent au niveau du cadran de l'horloge.

### Incendie de 1655
Il n'y a pas d'avaries notoires pendant deux siècles malgré les réparations courantes qui doivent être effectuées sur le mécanisme.
Mais dans la nuit du 20 au 21 novembre 1655, un incendie qui partait des halles, vers la collégiale, ravageât le Jacquemart. Les halles sont entièrement détruites. La tour ne garde que sa carcasse de pierre, sauvegarde considérée alors comme miraculeuse, l'incendie s'arrêtant lorsqu'est jeté dans les flammes le voile qui recouvre la Vierge noire, de la ville.

### Reconstruction de 1656
En 1656, de la construction primitive, il ne subsiste que la partie en soubassement qui sert de base à une restauration. 
Le 18 septembre 1656, la tour est reconstruite, mais a subi les influences du siècle avec l'apparition d'une nouvelle couverture en impériale et de la haute lanterne octogonale (détruite par l'incendie en 1946).

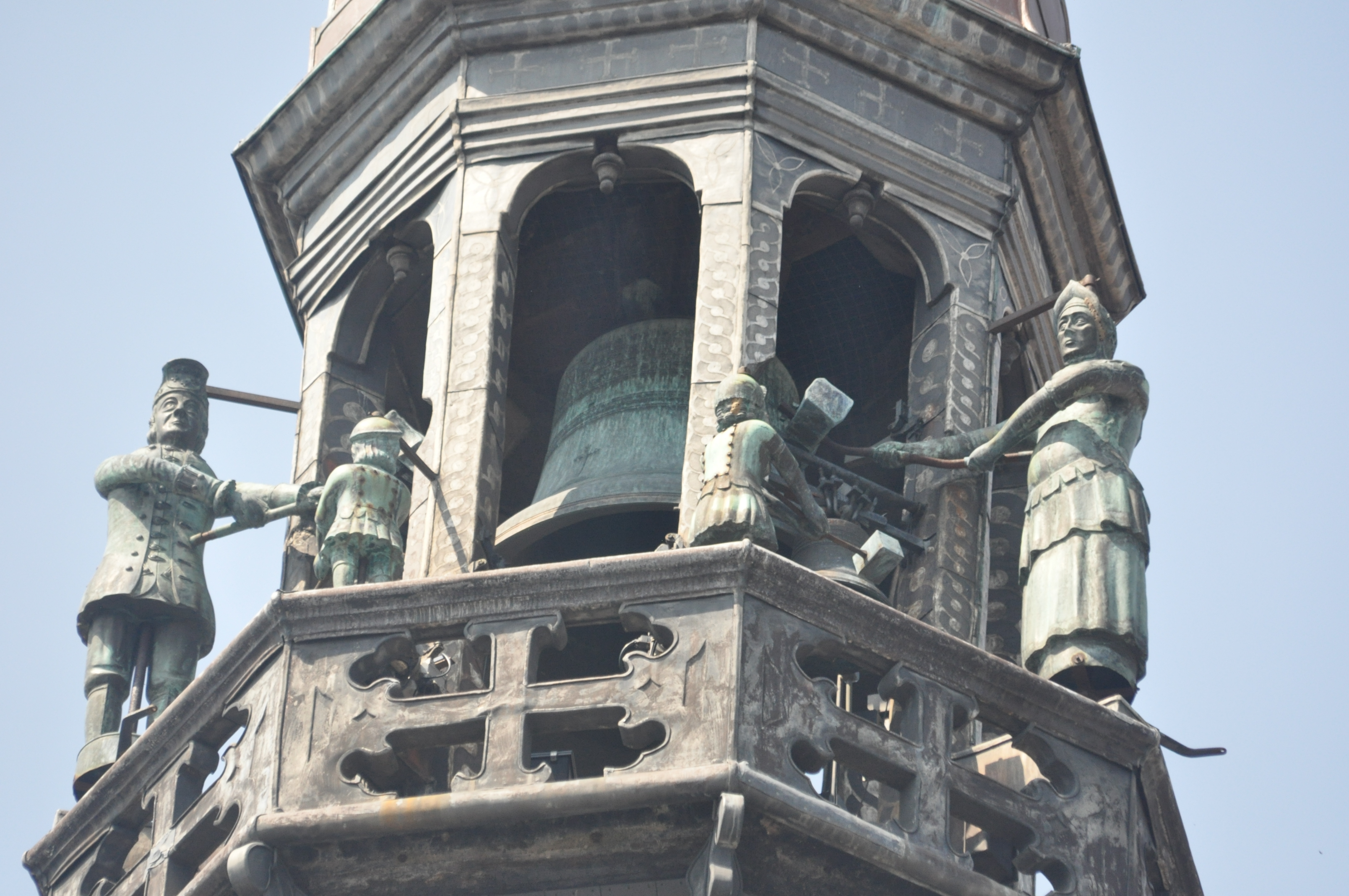
Les quatre Jacquemarts.

L'unique sonneur est remplacé par une famille complète : Jacquette, la femme de Jacquemart avec qui elle frappe toutes les heures la plus grosse cloche (4 250 kg). Leurs enfants, Jacquelin et Jacqueline, frappent quant à eux les deux petites cloches de 125 et 150 kg tous les quarts d'heure.
Les automates sont taillés dans du bois de chêne et de châtaignier et recouverts de plomb. Les parents mesurent 1,80 m et les deux enfants, 1 m. Chacun est muni d'un marteau et pivote sur son axe, d'une seule pièce.
La tenue du père est proche de l'uniforme de garde-française (autrefois grenadier). Ce vêtement est réduit à une veste courte, pour faciliter sa rotation. Sa coiffe est ornée aux armes de la ville. Celle de la mère, Jacquette, à l'anatomie réaliste, est en tenue de roturière et porte un bonnet. Un ventre rebondi peut laisser penser à la représentation d'une femme enceinte ou à l'embonpoint des mères de famille bourgeoises.
La fille, Jacqueline, au profil mutin et nez pointu, est coiffée d'une bonnet gaufré et est vêtue d'une robe à pli. Quant au fils, Jacquelin, il est coiffé d'un béret et est habillé d'un modeste justaucorps juponnant.
Les Jacquemarts de 1655 sonneront jusqu'en 1946.
La cloche, détruite par l'incendie de 1655, est remplacée par trois nouvelles cloches (une pour les parents et une pour chaque enfant de la famille) :
- la cloche centrale pour Jacquemart et "Jacquette", nommée « Marie-Anne » car placée sous le parrainage de la reine-mère Anne d'Autriche, la mère de Louis XIV. La fonte de la cloche a été faite par Pavie et Mangeot en 1656 dans la cour de l'hôtel de ville. Cette cloche est d'un diamètre en 1,74 m et pèse 4 250 kg[14] ;
- les deux petites cloches pour "Jacquelin" et "Jacqueline". Fondues en octobre 1658, elles pèsent 150 et 125 kg et font 0,64 et 0,68 m de diamètre.

Approximativement, le père et la mère frappent 56 940 coups par an et les enfants, qui frappent les quarts d'heure, environ 175 200 coups par an.

### Après la Révolution
La couronne royale qui surmontait le couronnement disparait pendant la Révolution.
La tour est classée au titre des monuments historiques le 10 octobre 1929.

### Incendie de 1946 et reconstruction
Des feux de Bengale que l'on avait placés au sommet du Jacquemart, pour fêter le premier anniversaire de la victoire des Alliés et la Libération, causèrent un incendie qui ravagea le haut de la tour dans la nuit du 12 au 13 mai 1946, seul le fut principal est épargné. L'enquête révéla que des feux de Bengale avaient été installés sur la plate-forme haute du campanile — en bois — et non sur l'étage inférieur — en pierre —.
La partie haute va être reconstruite à l'identique, en partie grâce à une souscription. Le 23 août 1946, une délibération du conseil municipal décide l'établissement des travaux de reconstruction qui seront confiés à l'architecte Marcel Génermont.
À partir de cette date, débute l'établissement de devis, tous plus ou moins respectés. Il y aura de nombreux contre temps dus aux difficultés inhérentes à la période de l'après-guerre avec un manque de matériaux, un manque d'essence, la longueur des démarches pour obtenir des bons de rationnement pour les ouvriers qui ont un statut spécial de "travailleurs de force", etc. La première date prévue pour l'achèvement des travaux était alors le 6 septembre 1947 mais la nouvelle tour ne sera opérationnelle qu'en juin 1948, des travaux se poursuivant encore l'année suivante. 
Un devis du 6 mai 1947 mentionne un cout total des dépenses prévues de 4 446 151 F et les fonds dont dispose la Mairie de 4 504 560 F. Elle obtient ces fonds grâce à un emprunt de trois millions de francs auprès du Crédit foncier, à la somme versée par l'assurance (1 104 140 F) et grâce aux dons récoltés (630 000 F).
Les travaux se répartissent ainsi :
- travaux de charpente : 1,10 million de francs ;
- horloge et mécanisme, réalises par l'entreprise Ungerer de Strasbourg : 1 459 493 F dont :
  - 888 400 F pour les automates réalisés en feuille de cuivre rouge renforcée de ferrures forgées avec arbre traversant permettant le pivotement des statues tenant une tige de marteau factice,
  - 319 000 F pour une horloge.
- cloches, réalisés par la fonderie Bollée d'Orléans avec une longue recherche pour définir les tons des cloches (> Si bémol, Ré et Fa) : 341 446 F ;
- maçonnerie et couverture : 1 618 000 F.

Le 25 mars 1947, l'architecte adresse un courrier au Maire mentionnant la campagne de presse dénonçant les lenteurs des travaux et expliquant les retards dus au froid et au gel ainsi que les dégâts causés par un énorme orage. Il indique également qu'un ingénieur, lors d'une visite, a fait des constatations inquiétantes sur le faux aplomb de la tour, que de nouveaux calculs sont faits pour couler le béton du dernier plancher et évoque une nécessaire consolidation du beffroi. 
Le 19 juin, un constat est fait de nouveaux retards dans les travaux.
Le 22 août 1947, l'entreprise Ungerer expédie les automates et le mécanisme à Moulins, le 6 septembre, l'horloge et du cadran sont remises en route et le 15 octobre 1947, les premiers sons de cloche provenant du Jacquemart se font entendre, bien que les travaux ne soient pas encore terminés.
Le 30 janvier 1948, une lettre de l'architecte au Maire assure la fin des travaux pour la fin février. À partir du 29, la sonnerie du Jacquemart est arrêtée et remplacée par la sonnerie de la sirène des pompiers (à 12 et 18 heures) et en juin de la même année et malgré l'absence de procès-verbal de réception définitive des travaux, il est supposé que la réfection du Jacquemart est pratiquement achevée. Le 21 juin, Génermont adresse un courrier aux conseillers municipaux les priant de venir assister à « la réception des travaux de reconstruction de l'horloge Jacquemart » qui a lieu la semaine suivante, le 28 juin 1948. Mais les travaux semblent pourtant continuer jusqu'en 1949 (travaux internes, plomberie…).
Un timbre de la tour sera émis en 1955 et une flamme philatélique du millénaire de Moulins en 1990. 
Aujourd'hui, des visites de cet édifice sont organisées par le service patrimoine de la ville de Moulins.

## Architecture

### Caractéristiques du beffroi
Le bâtiment se compose d'une tour rectangulaire en grès rose de Coulandon surmonté d'une terrasse à balustrade en pierre qui supporte de fortes colonne sur lesquelles reposent le toit. Sous la balustrade, subsiste la corniche moulurée d'origine en saillie avec gargouilles aux angles. Surmonté à l'origine d'un toit à quatre pans en ardoise d'Orléans et d'une flèche. Quant à la galerie, elle abrite les automates ainsi que le campanile. La girouette est ornée d'un soleil en zinc.
La structure du bâtiment est complexe :
- largeur : 7,50 m côté face à l'hôtel de ville, 4,80 m côté rue de l'Horloge et plus de 5 m sur le côté opposé. Le décrochement se produit à l'aplomb de l'escalier en vis ;
- hauteur : 30,33 m entre le seuil et la plate-forme des automates.

Dans le sens de sa plus grande largeur au sud, on note la présence d'un cylindre creux pour la descente des poids et la montée des cloches.
Au nord, au-dessus de la boutique voûtée, l'escalier conduit à l'étage du mécanisme. L'escalier est voûté en berceaux rampant avec des doubleaux vermiculaires. Puis il conduit à l'étage des cadrans et à la première plate-forme. Avant 1946, un escalier de bois et une échelle conduisaient à l'étage des automates.
Le belvédère a huit faces. Il est entouré d'une balustrade décorée sur chaque face d'un motif constitué de la croix ancrée de Moulins.
Le rez-de-chaussée est une salle voûtée où l'on trouvait, vers 1458/1460, l'étale d'un banquier et marchand-changeur. Plusieurs actes de vente se succèdent mais la salle n'appartient à la municipalité qu'à partir de février 1899, après avoir abrité des commerces divers. À partir de 1899, le local est loué par la ville à un marchand de légumes puis à un cordonnier.
Il faut noter la présence d'une petite colonne à l'angle du pied de la tour appelée « la colonne du Dieu de Pitié ». En novembre 1756, la statue du Dieu de Pitié qui était jusqu'à présent sur la fontaine de la place de l'Horloge, y est aménagé. Cette statue est protégée d'un dôme de plomb surmonté d'un crucifix. Mais cette statue disparaît en 1791.
Le cadran a un diamètre de 2,20 m. Il est à son emplacement actuel depuis le XIXe siècle, situé plus haut que les cadrans d'origine.

## Mécanisme de l'horloge
Le mécanisme complexe et fin exige un entretien constant par des « gouverneurs de l'horloge ». Entre 1695 et 1779, c'est la famille Amblard, de père en fils, qui occupe cette charge. Le mécanisme évolue au fil des siècles. Au XVIIIe siècle, il se trouve au premier plancher et en plus des aiguilles, il actionne les mouvements du soleil et de la lune représentés sur le cadran.
Après l'incendie 1946, le mécanisme est refait par l'entreprise Ungerer. Il n'est plus en activité mais est encore visible.